# Likpe
El likpe, també anomenat sekpele, és una llengua kwa de la família nigero-congolesa, atlantico-congolesa, volta-congo, kwa, nyo, potou-tano, lelemi, likpe-santrokofi. Els sekpeles són els membres del grup ètnic que tenen el likpe com a llengua materna. Es pot dividir en dos dialectes, el sεkpεlé i el sekwa. Es parla al sud-est de Ghana, al nord-est de Hohoé (la capital de districte, on es parla ewe), en un total de dotze pobles pertanyents a una àrea coneguda com a Likpe. Hi ha entre 23.400 (2003) i 32.000 (joshuaproject) parlants de sekpele que l'utilitzen de forma habitual. El seu codi ISO 639-3 és lip i el seu codi al glottolog és sekp1241.

## Família lingüística
Segons l'ethnologue, el sekpele és una llengua que està juntament amb el lelemi, el siwu i el selee en un subgrup de les llengües lelemis que són del grup de les llengües potou-tanos, que són llengües nyos, que al seu temps formen part de la família de les llengües kwa, que formen part de la gran família de les llengües nigerocongoleses.

## Geolingüística i pobles veïns
El territori en el qual es parla sekpele està situat al nord de Hohoé, a la regió Volta, al sud-est de Ghana. Segons el mapa lingüístic de Ghana de l'ethnologue, el territori sekpele està situat a la frontera amb Togo, que està situat a l'est. És una petita zona que limita amb el territori dels lelemis, que estan al nord, amb el dels siwus, a l'oest i amb els ewes, al sud.

## Escriptura
Des de l'any 2001 utilitzen l'alfabet llatí per a escriure la llengua. El nivell d'alfabetització dels seus parlants (2009) era en L1 per sota de l'1%.; i en L2 entre el 5% i el 15%.

## Fonologia
El likpe té nou fonemes vocàlics: /i/, /e/, /ɛ/, / ĩ/, /ã/, /ũ/, /õ/, /ɔ̃/, /œ/. També té tres fonemes que indiquen les variacions de to: /˧/, /˨/, /˦/. Quant a les consonants, trobem vint-i-un fonemes, els quals es representen en aquestes taules:
| CONSONANTS PULMONARS | Bilabial | Labiodental | Dental | Alveolar | Postalveolar | Retroflex | Palatal | Velar | Uvular | Faringeal | Glotal |
| -------------------- | -------- | ----------- | ------ | -------- | ------------ | --------- | ------- | ----- | ------ | --------- | ------ |
| Oclusiva             | pb       |             | t̪d̪     | td       |              | ʈɖ        | cɟ      | kɡ    | qɢ     |           | ʔ      |
| Nasal                | m        | ɱ           | n̪      | n        |              | ɳ         | ɲ       | ŋ     | ɴ      |           |        |
| Vibrant              | ʙ        |             | r̪      | r        |              |           |         |       | ʀ      |           |        |
| Tap o Flap           |          | ⱱ           | ɾ̪      | ɾ        |              | ɽ         |         |       |        |           |        |
| Fricativa            | ɸβ       | fv          | θð     | sz       | ʃʒ           | ʂʐ        | çʝ      | xɣ    | χʁ     | ħʕ        | hɦ     |
| Lateral Fricativa    |          |             |        | ɬɮ       |              |           |         |       |        |           |        |
| Aproximant           |          | ʋ           |        | ɹ        |              | ɻ         | j       | ɰ     |        |           |        |
| Lateral Aproximant   |          |             | l̪      | l        |              | ɭ         | ʎ       | ʟ     |        |           |        |

On els símbols apareixen en parelles, el de la dreta representa una consonant sonora.

| ʘ | Bilabial |

| ǀ | Dental |

| ǃ | (Post)alveolar |

| ǂ | Palatoalveolar |

| ǁ | Alveolar lateral |

| ɓ | Bilabial |

| ɗ | Dental/alveolar |

| ʄ | Palatal |

| ɠ | Velar |

| ʛ | Uvular |

| ALTRES |
| ------ |
| ɡb     |
| kp     |
| d̠ʒ     |
| t̠ʃ     |
| w      |

## Gramàtica
És un idioma tonal, amb tres tons diferenciats: to alt, to mitjà i to baix; que poden ser creixents i decreixents. Cada síl·laba és una unitat tonal.

### Ordre de constituents (SVO, SOV, etc.)
El likpe és un idioma SVO (subjecte-verb-objecte)

### Preposicions
El likpe té dues preposicions. Trobem una preposició general locativa lá-lí, i una comitativa/instrumental kú. S'utilitzen per marcar els diferents tipus de relació entre els participants involucrats en una situació.
La preposició comitativa /instrumental pot representar participants que exerceixin rols diferents: un instrument en la situació, un participant que forma part o s'afegeix a la situació, una condició que acompanya algun dels participants mentre la situació succeeix, i altres participants amb rols circumstancials, temporals. També es pot utilitzar com a enllaç entre dos participants. Alguns exemples:
- o-siabe u-yi-lε kú klande (Ell talla la branca  amb  un sabre)
- u-bá kú  o-lesia á-má (Ell va arribar al matí)
- bo kú má li-tsya ku-má (Ells i nosaltres compartim una frontera)
La preposició locativa es pot utilitzar per indicar posició, procedència o pertinença a un lloc, per senyalar el TEMA que dona entitat a una conversa i per remarcar el resultat d'una acció. Alguns exemples:
- o-teasá kpé wa lá li-sí (El mestre va llogar una habitació de Saka.)
- waa-dí a-tikí kpε lá li- kpéfí ná-má asúá (Ell va dir moltes coses sobre aquell nen)

### Possessius
En una construcció de possessió nominal, els posseïdors precedeixen allò posseït. Els posseïdors pronominalitzats es troben juxtaposats al que es posseeix mentre que els posseïdors nominals hi seran enllaçats amb una marca de possessió -to.

### Sistema verbal
A diferència de l'anglès, el castellà, el català i moltes altres llengües, el likpe utilitza diferents construccions verbals per designar una mateixa acció en diversos escenaris o duta a terme per dues entitats diferents en cada cas. Veiem per exemple el verb “obrir”:
- Ɔ-sini 
le-laka ná-má Ell va obrir la caixa. // - U-fá kampé Ell va obrir les tisores. // - U-minikili a-namí Ell va obrir els ulls.
| Variacions que comporten diferenciació verbal |
| --------------------------------------------- |

El Likpe té tres derivacions verbals, morfemes o sufixos: -kó, -fá, i  -sá. També utilitza construccions de verbs de sèrie, en les quals els verbs han de compartir un mateix subjecte. En aquests casos el subjecte serà expressat amb un codi de subjecte pronominal.
- O-kpâ á-má sí Ɔ-fi wá dí-yó (el gos està assegut a prop de casa seva)
La negació en el verb es marca amb un prefix nasal que localitzada immediatament abans de l'arrel del verb i després de qualsevol altre senyal verbal com la marca de temps, etc.

## Sociolingüística, estatus i ús de la llengua
El sekpele és una llengua desenvolupada (EGIDS 5): Està estandarditzada té literatura i gaudeix d'un ús vigorós per persones de totes les edats i generacions tant en la llar com en societat en tots els àmbits tot i que no és totalment sostenible. Menys de l'1% dels sekpeles aprenen el sekpele com a primera llengua i entre el 5 i el 15% ho fan com a segona llengua. S'escriu en alfabet llatí des de 2002. Els sekpeles també parlen l'àkan i l'ewe.